# Paramecyna dimorphalis
Paramecyna dimorphalis är en fjärilsart som beskrevs av Hans Georg Amsel 1961. Paramecyna dimorphalis ingår i släktet Paramecyna och familjen Crambidae. Inga underarter finns listade i Catalogue of Life.